# Rivarone
Rivarone (Rivaròn in piemontese) è un comune italiano di 405 abitanti della provincia di Alessandria in Piemonte. È bagnato dal fiume Tanaro. 
Paese conosciuto per le ciliegie, il prodotto tipico della cittadina è la ciliegia "precoce", famosa perché matura più in fretta delle altre.

## Storia

### Simboli
Lo stemma e il gonfalone sono stati concessi con DPR del 26 settembre 1954.
Il gonfalone è un drappo interzato in banda di nero, di azzurro e di bianco.

## Monumenti e luoghi d'interesse
- Chiesa parrocchiale della Natività di Maria, costruita nel XVI secolo e rimaneggiata nel Settecento

## Società

### Evoluzione demografica
Abitanti censiti

## Amministrazione
Di seguito è presentata una tabella relativa alle amministrazioni che si sono succedute in questo comune.
| Periodo          | Periodo          | Primo cittadino             | Partito                           | Carica  | Note  |
| ---------------- | ---------------- | --------------------------- | --------------------------------- | ------- | ----- |
| 17 giugno 1985   | 30 maggio 1990   | Pietro Bellora              | lista civica                      | Sindaco | [ 6 ] |
| 30 maggio 1990   | 11 novembre 1991 | Pietro Bellora              | Partito Socialista Italiano       | Sindaco | [ 6 ] |
| 11 novembre 1991 | 24 aprile 1995   | Umberto Battista Arzani     | Partito Socialista Italiano       | Sindaco | [ 6 ] |
| 24 aprile 1995   | 14 giugno 1999   | Umberto Battista Arzani     | centro-sinistra                   | Sindaco | [ 6 ] |
| 14 giugno 1999   | 14 giugno 2004   | Umberto Battista Arzani     | lista civica                      | Sindaco | [ 6 ] |
| 14 giugno 2004   | 8 giugno 2009    | Massimo Ponta               | lista civica                      | Sindaco | [ 6 ] |
| 8 giugno 2009    | 26 maggio 2014   | Carlo Venturino             | lista civica Insieme per Rivarone | Sindaco | [ 6 ] |
| 26 maggio 2014   | 26 maggio 2019   | Pietro Umberto Pilade Ragni | lista civica                      | Sindaco | [ 6 ] |
| 26 maggio 2019   | 9 giugno 2024    | Elisabetta Tinello          | lista civica Uniti per Rivarone   | Sindaco | [ 6 ] |
| 9 giugno 2024    | in carica        | Elisabetta Tinello          | lista civica Siamo Rivarone       | Sindaco | [ 6 ] |

### Altre informazioni amministrative
Nel 1928, nell'ambito delle fusioni fasciste, il comune di Rivarone venne soppresso e il suo territorio aggregato al comune di Bassignana. Il comune di Rivarone verrà poi ricostituito nel 1948. Dal 1859 fu parte del mandamento di Bassignana e del circondario di Alessandria, fino alla soppressione degli enti circondariali e mandamentali nel 1927.